# Clementina
Clementina is een gemeente in de Braziliaanse deelstaat São Paulo. De gemeente telt 6.582 inwoners (schatting 2009).